# Miannay Churchyard
Miannay Churchyard is een begraafplaats gelegen in de Franse plaats Miannay (Somme). De militaire graven worden onderhouden door de Commonwealth War Graves Commission.
De begraafplaats telt 3 geïdentificeerde Gemenebest graven uit de Tweede Wereldoorlog.